# Wilhelm-Ostwald-Institut

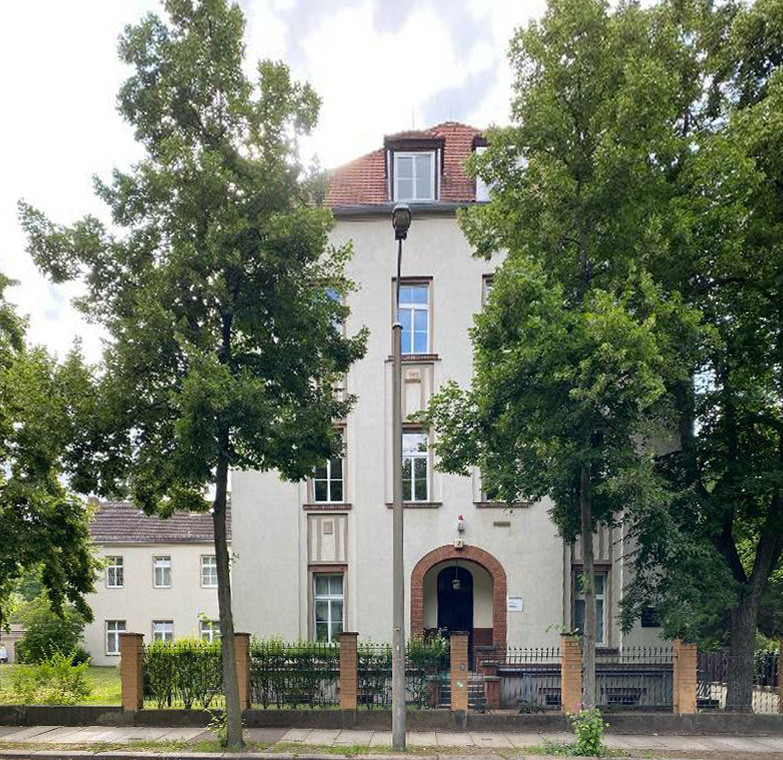
Das Wilhelm-Ostwald-Institut (Universität Leipzig) im Sommer 2021

Das Wilhelm-Ostwald-Institut für Physikalische und Theoretische Chemie der Universität Leipzig in der Linnéstraße 2 in Leipzig ist eines von sieben Instituten der Fakultät für Chemie der Universität Leipzig. Es wurde im Jahr 1898 von seinem ersten Direktor, dem Nobelpreisträger Wilhelm Ostwald, als Physikalisch-chemisches Institut eingeweiht. Es ist damit das zweitälteste Institut für Physikalische Chemie in Deutschland nach dem Göttinger Institut von Walther Nernst, das zwei Jahre zuvor eingeweiht wurde. Seit 1998 trägt es den heutigen Namen.

## Das Gebäude des Instituts

### Gründung und erste Jahre

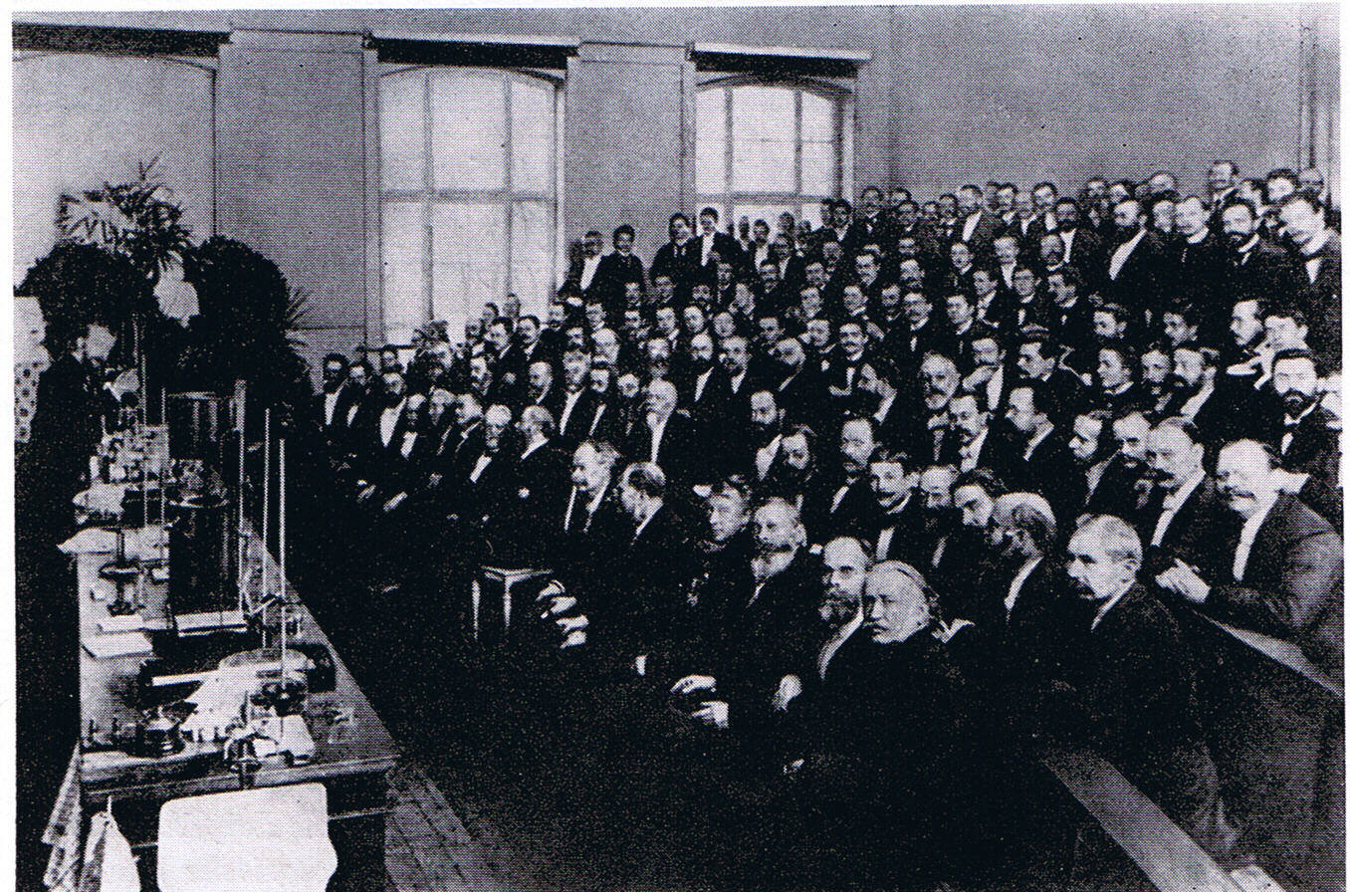
Wilhelm Ostwald bei seinem Eröffnungsvortrag des neu gegründeten Physikalisch-chemischen Instituts 1898.

Bereits im Jahre 1870 hatte das Ministerium des Cultus und öffentlichen Unterrichts in Dresden eine Berufung für die damals junge Fachrichtung der physikalischen Chemie ausgesprochen. Gustav Wiedemann trat daraufhin 1871 die erste Professur für physikalische Chemie in Leipzig an und leitete in diesem Zuge das erste „Physikalisch-chemische Laboratorium“. Am 25. Oktober 2021 findet in Leipzig die Feier zum 150. Jubiläum statt. Wilhelm Ostwald übernahm diese Professur 1887, Wiedemann wechselte an den Lehrstuhl für Physik.
Ab 1887 war das sogenannte „Zweite chemische Laboratorium“ unter der Leitung von Wilhelm Ostwald in der Brüderstr. 34 in Leipzig zu einem international wichtigen Zentrum für Physikalische Chemie geworden. Die Räumlichkeiten konnten diesem Anspruch nicht mehr gerecht werden. Aus diesem Grund bewilligte der Sächsische Landtag im Februar 1896 für den Bau eines neuen Instituts 360 Tausend Mark. Mit dem Bau wurde direkt gestartet und so konnte schon zum Wintersemester 1897 mit dem Lehr- und Forschungsbetrieb begonnen werden.
Am 3. Januar 1898 wurde das neugebaute Physikalisch-chemische Institut eingeweiht. Anlässlich der feierlichen Eröffnung hielt Wilhelm Ostwald einen Festvortrag und einige bedeutende Physiker und Chemiker ihrer Zeit nahmen an der Feier teil, darunter beispielsweise Max Planck, Ernst Otto Beckmann, Svante Arrhenius, Walther Nernst und Max Le Blanc.

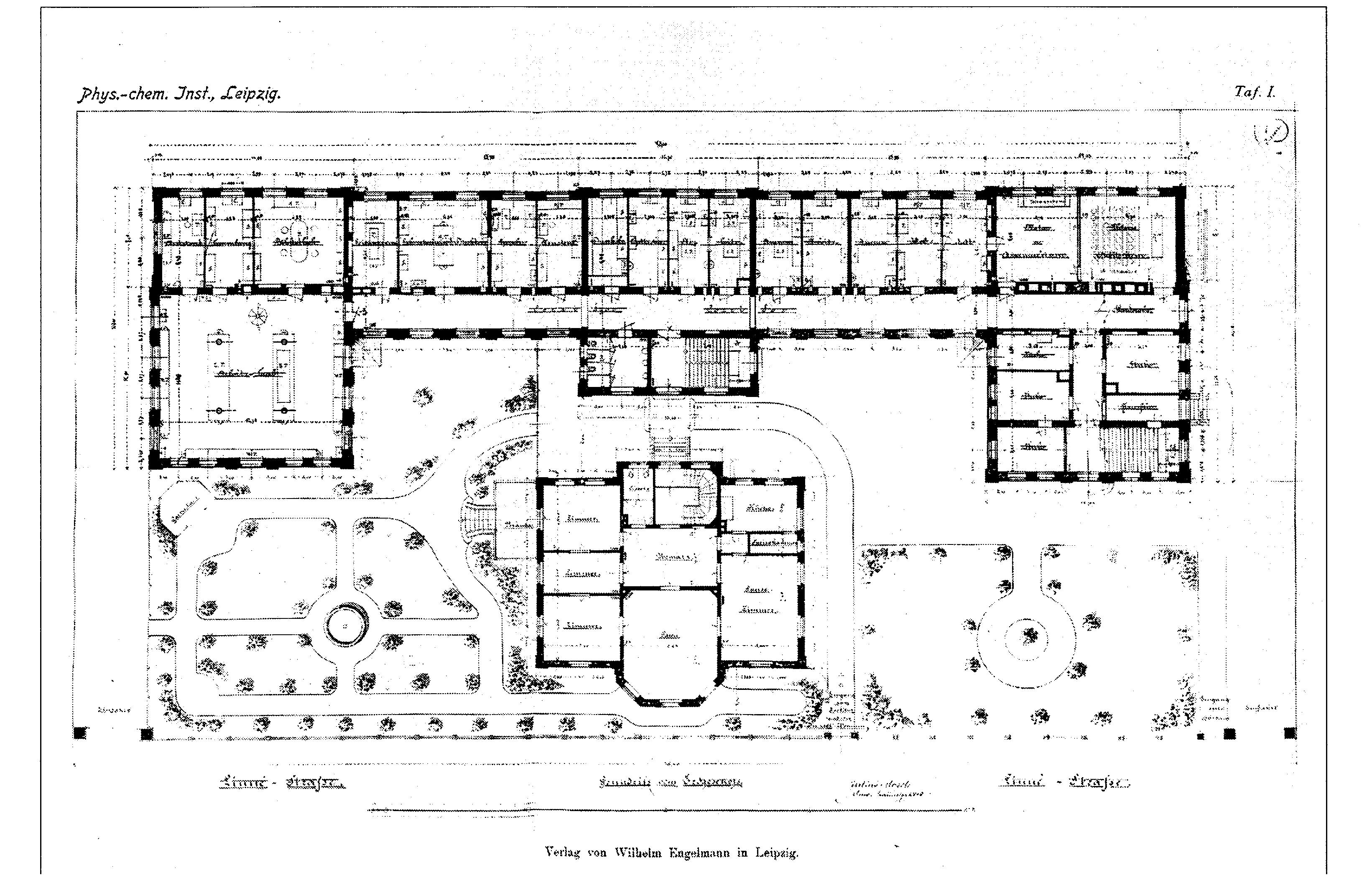
Grundriss Erdgeschoss 1897
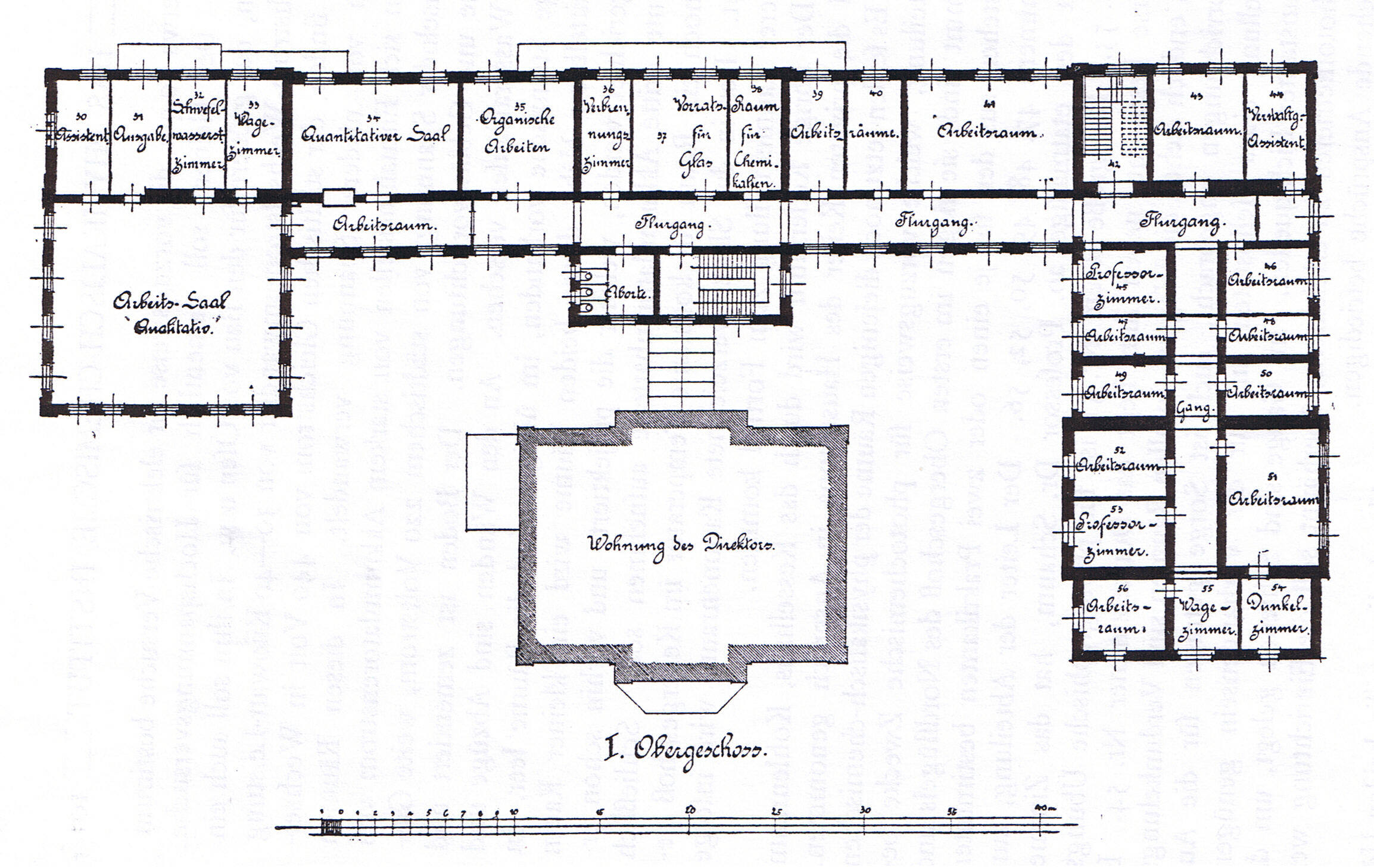
Grundriss 1. Obergeschoss nach Um- und Ausbau 1909/10

Das U-förmige Gebäude war nach modernsten Standards der damaligen Zeit eingerichtet worden: Im Keller befand sich eine große und eine kleine Batterie, im 1. Obergeschoss gab es einen großen Arbeitssaal und Geräteräume und im 2. Obergeschoss standen zwei Hörsäle zur Verfügung (mit 140, bzw. 42 Sitzplätzen). Im Dachgeschoss war eine geologische Sammlung untergebracht. Außerdem gab es eine Direktorenwohnung, die sich in der Mitte des Institutsgebäudes befand und durch einen Gang mit dem restlichen Gebäude verbunden war.
Die alten Räumlichkeiten in der Brüderstraße wurden Ernst Otto Beckmann übertragen, für die Einrichtung einer neuen Professur für Angewandte Chemie.
Max Le Blanc folgte Ostwald als Direktor 1906 und ließ einige Umbauten am Gebäude durchführen, um mehr Raum speziell für elektrochemische und photochemische Forschung zu erhalten.

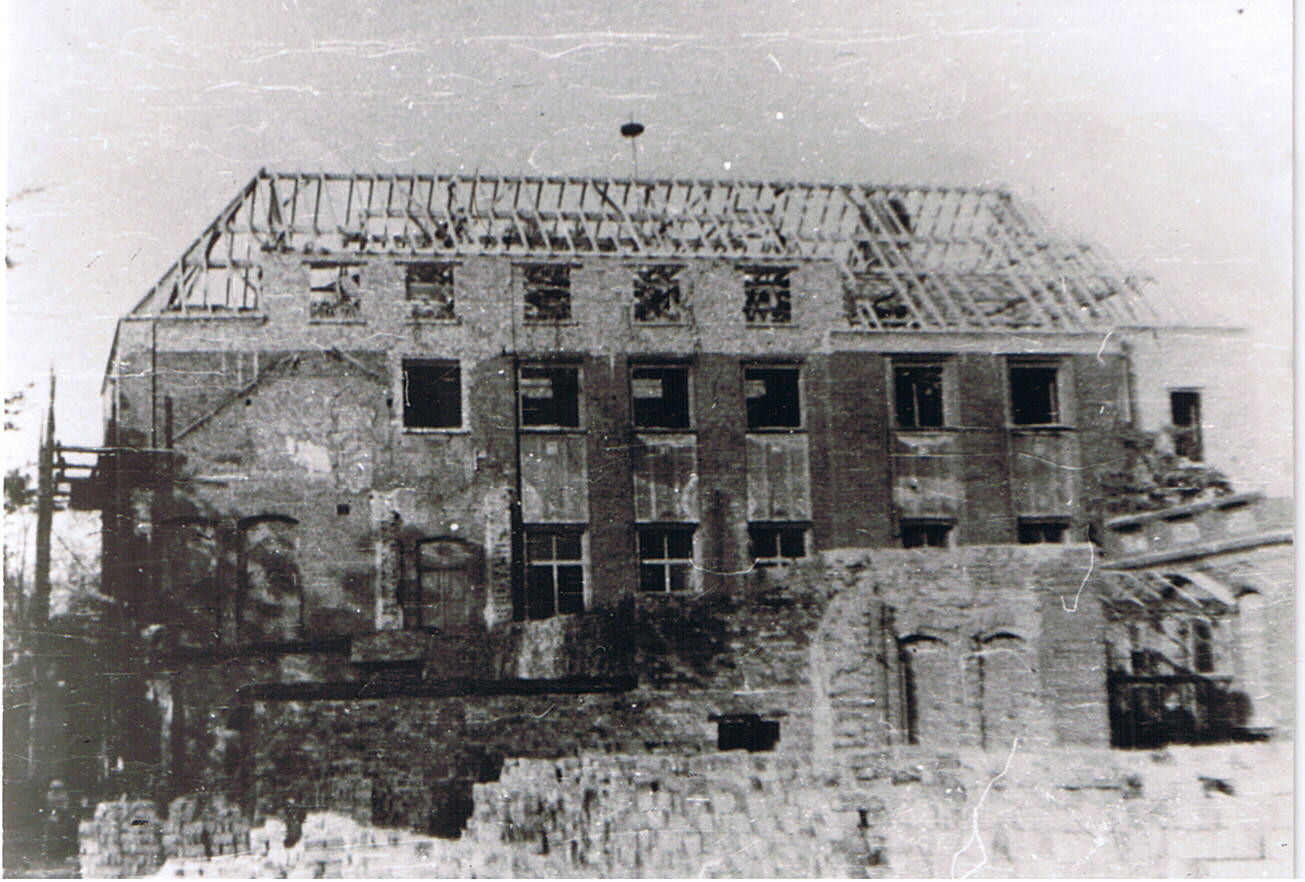
Bild vom Nordflügel des Wilhelm-Ostwald-Instituts vor dem Neuaufbau

### Zerstörung im Krieg & Neuaufbau
Beim großen Luftangriff auf Leipzig am 4. Dezember 1943 während des Zweiten Weltkriegs wurde das Institutsgebäude durch Brandbomben zerstört. Besonders schlimm traf es dabei den Südflügel.
Der Neuaufbau des Nordflügels und Teile des Mittelbaus war 1951 / 52 soweit abgeschlossen, dass die Arbeit wieder aufgenommen wurde. Nun standen im Institut ein Hörsaal (136 Plätze), drei Praktikums- und 24 Laborräume zur Verfügung. Auch Werkstatt, Sammlungen und Verwaltungsräume konnten wieder benutzt werden.

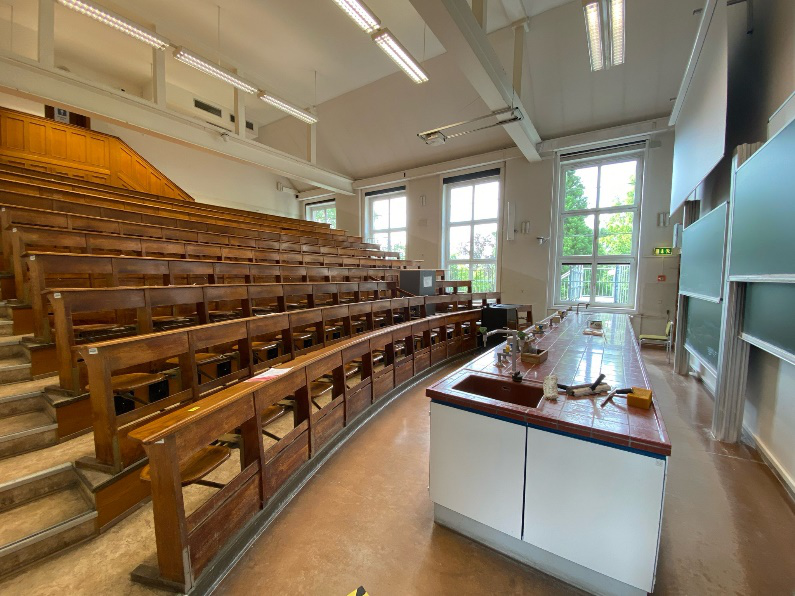
Historischer Hörsaal am Wilhelm-Ostwald-Institut (Universität Leipzig)

Anfang der 1990er Jahre wurden der Mittelbau und der Nordflügel (inklusive Renovierung des Hörsaals) vollständig saniert und das Institut wurde in diesem Zuge auch an die städtische Fernwärmeversorgung angeschlossen, bis dahin betrieb das Institut eine eigene Warmwasserversorgung.

## Forschung, Personen und Strukturen des Instituts

### Zwischen 1887 und 1898
Wilhelm Ostwald wurde im Jahre 1887 als Professor an die Universität Leipzig berufen und trat diese Stelle im Oktober des gleichen Jahres an. Er übernahm damit das sogenannte „Zweite chemische Laboratorium“ in der Brüderstraße 34 von Gustav Wiedemann. Das Laboratorium wurde in die drei Abteilungen „Physikalisch-chemische Abteilung“, „Analytische Abteilung“ und „Pharmazeutische Abteilung“ unterteilt. Zu diesem Zeitpunkt war das Laboratorium noch kein rein „physikalisch-chemisches“ Institut, sondern vielfältiger aufgebaut und beispielsweise auch für die Grundausbildung der Chemiker zuständig, genauso wie es Lehrtätigkeiten für Pharmazeuten und Gymnasiallehrer gab.
Die Forschung Ende des 19. Jahrhunderts umfasste insbesondere die Theorie der Lösungen, elektrische Leitfähigkeit, die Dissoziation von Säuren und Basen, Bestimmung von Molekulargewichten, Theorie der Kontaktpotentiale, Theorie elektrischer Ketten, Polarisation, innere Reibung, Diffusion und die optischen, thermischen und Volumen-Verhältnisse bei chemischen Reaktionen.
Auch das Ostwald'sche Verdünnungsgesetz wurde 1888 an diesem Laboratorium veröffentlicht, nachdem Ostwald Leitfähigkeitsmessungen von verschiedenen Säuren durchgeführt hatte.
Svante Arrhenius war bereits in Riga Mitarbeiter von Ostwald gewesen und folgte ihm 1888 nach Leipzig als Assistent. Bis 1891 forschte Arrhenius in Leipzig, 1903 erhielt er den Nobelpreis für Chemie für seine Theorie über die elektrolytische Dissoziation. Aus seiner Leipziger Zeit stammt die Entwicklung der Arrhenius-Gleichung.
Walther Nernst folgte einer Einladung Ostwalds nach Leipzig, um hier seine Habilitation zu schreiben. Die Arbeit zum Thema „Die elektromotorische Wirksamkeit der Jonen“ schloss er 1889 erfolgreich ab. In seiner Habilitation veröffentlichte Nernst die nach ihm benannte Nernst-Gleichung. Nernst erhielt den Nobelpreis für Chemie für das Jahr 1920 als „Anerkennung für seine thermochemischen Arbeiten“.
Julius Wagner war für die analytische Abteilung zwischen 1887 und 1897 verantwortlich. Er entwickelte mit Ostwald zusammen eine neue Fachdidaktik, hielt Vorlesungen und entwarf neue Versuche für den Chemieunterricht. 1901 wurde er zum ersten Professor der Didaktik der Chemie in Deutschland ernannt.

### Zwischen 1898 und 1933

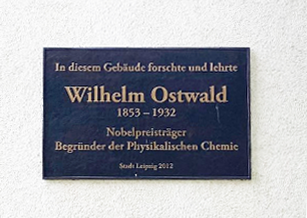
Gedenktafel am Wilhelm-Ostwald-Institut, Universität Leipzig

Wilhelm Ostwald war zu Zeiten der Gründung des Instituts auf dem Höhepunkt seiner Forschung. Er widmete sich um 1900 insbesondere der experimentellen Untersuchung zur Katalyse und der chemischen Kinetik. Außerdem rückte die Zeit als experimentelle Größe in den Fokus und damit auch der Beginn der Nichtgleichgewichtsthermodynamik. Auch die Salpetersäureherstellung durch Oxidation von Ammoniak an einem Platinkontakt und die direkte Gewinnung von Ammoniak aus Stickstoff und Wasserstoff erforschte er, gemeinsam mit Eberhard Brauer. Ausführliche Listen zu Publikationen dieser Zeit liefert zum Beispiel das Buch „Physikalische Chemie in Leipzig“ von Ulf Messow und Konrad Krause. Ostwald verließ das Institut 1906 nach Uneinigkeiten mit der Universitätsleitung.
Unter Ostwald wurde im Institut praxisnah geforscht und einige Apparaturen und Messeinrichtungen gebaut, bzw. entwickelt – zum Beispiel der Urthermostat nach Ostwald zur Regelung von Temperatur, Pyknometer zur Flüssigkeitsdichtemessung. Daneben wurden Messungen zur Leitfähigkeit, zur Spannung von Elementen, Messungen der Viskosität und der Oberflächenspannung durchgeführt und entsprechende Apparaturen verfeinert. Der Universitätsmechaniker Fritz Köhler gründete sein Unternehmen auf dieser Basis und baute diese Geräte für die Labore eigenständig. Ostwald veranlasste, dass seine Studenten in diesem Betrieb ein Praktikum zur Geräteentwicklung absolvieren konnten, was mehr als 100 Studierende wahrnahmen.
Max Le Blanc folgte Ostwald als Direktor. Le Blanc war von 1890 bis 1896 Assistent von Ostwald und habilitierte sich 1891 in Leipzig mit ersten Untersuchungen zur Zersetzungsspannung. Er führte das Amt des Direktors 27 Jahre aus und damit länger, als alle vor oder nach ihm. Gleichzeitig war er nicht nur Mitglied, sondern auch Sekretär der Sächsischen Akademie der Wissenschaften, ebenfalls länger als jeder andere.
Le Blanc führte in seiner Zeit zum Beispiel den Oszillographen als Messinstrument der Elektrochemie ein, genauso setzte er seine Arbeit zur Messung schneller Potentialänderungen an Elektroden fort. Er richtete die folgenden Abteilungen inklusive Professuren ein: Photochemische Abteilung, Chemische Abteilung, Physikalisch-chemische Abteilung und Kolloidchemische Abteilung. Zusätzlich gab es noch Elektrochemische Übungen und Übungen zur Katalyse.

### Zwischen 1933 und 1947
Nach der Emeritierung Max Le Blancs folgte ihm für ein Jahr Wilhelm Carl Böttger kommissarisch als Direktor. Die Besetzung des Direktorenpostens zog sich hin, weil Johannes Stark (Präsident der Physikalisch-Technischen Reichsanstalt und Vorsitzender der Notgemeinschaft der deutschen Wissenschaft) Wolfgang Ostwald (den Sohn von Wilhelm Ostwald) als Direktor durchsetzen wollte - entgegen dem Wunsch der Fakultät, Karl Friedrich Bonhoeffer zu ernennen.
Am 1. November 1934 berief man schließlich doch Karl Friedrich Bonhoeffer auf den Lehrstuhl für Physikalische Chemie. Er blieb bis 1947 Direktor des Instituts. Bonhoeffer forschte in dieser Zeit besonders zur Markierung von Atomen in biochemischen Prozessen mit Deuterium und zur Reaktionskinetik von Gasen und Vorgängen an Elektrodenoberflächen. Wolfgang Ostwald erhielt ein persönliches Ordinariat ab 1935 für Kolloidchemie.
Bonhoeffer behielt die Struktur Le Blancs bei, das Institut in Abteilungen zu unterteilen. Nach der Emeritierung von Böttger 1938 benannte man die „Analytische Abteilung“ allerdings in „Abteilung für angewandte physikalische Chemie“ um. Bonhoeffer konnte, trotz mehrfach drohender Verhaftung, Direktor während der Zeit des 3. Reiches bleiben, obwohl seine ganze Familie gegen die Nationalsozialisten arbeitete. Der Theologe Dietrich Bonhoeffer war ein jüngerer Bruder von Karl Friedrich Bonhoeffer. Ab 1941 wurden alle Forschungen des Instituts auf Kriegsforschung ausgerichtet und die Forschungsaufträge kamen direkt vom Kriegsministerium. Da die Aufträge der Geheimhaltung unterlagen, ist bis heute recht wenig über die Forschung dieser Zeit bekannt. Das Institut (und mehrere umliegende Gebäude) wurden bei Luftangriffen am 4. Dezember 1943 und einigen folgenden zerstört. Alle Chemiker zogen daraufhin zurück in das ursprüngliche Gebäude in der Brüderstraße 34. Im Juni 1945 wurden viele naturwissenschaftliche Professoren aus Leipzig von den amerikanischen Besatzern mit nach Westdeutschland genommen. Bonhoeffer konnte sich dem entziehen und blieb noch bis 1947 Direktor des Physikalisch-Chemischen Instituts. Die Sowjetische Militäradministration in Deutschland (SMAD) genehmigte die Wiedereröffnung der Universität für den 5. Februar 1946. Der Lehrkörper der Universität Leipzig schrumpfte zwischen dem 8. Mai 1945 und der Wiedereröffnung von 187 Professorinnen und Professoren auf 44 – aufgrund von Entnazifizierung, Zwangsverpflichtungen in die Sowjetunion und ähnlichem. Auch einige Chemiker waren darunter: Von vorher 4 Professoren blieben nach dem Krieg nur Bonhoeffer und einer der Assistenten in Leipzig. Besonders Chemiker, die sich mit der Herstellung und dem Umgang mit schwerem Wasser auskannten, waren in der Sowjetunion von hohem Interesse. Ab 1946 konnte ein Teil des Betriebs im Institut wieder aufgenommen werden, während des Kriegs begonnene Arbeiten konnten teilweise fortgeführt werden und drei Doktoranden verteidigten noch im gleichen Jahr ihre Dissertationen.

### Zwischen 1947 und 1968
Auf Bonhoeffer folgte Herbert Staude von 1947 bis 1959 als Direktor des Instituts. Er hatte selbst in Leipzig studiert, war zwischen 1925 und 1931 Assistent bei Max Le Blanc gewesen und kehrte nun nach einigen anderen Stationen nach Leipzig zurück. Er leitete als Direktor auch den Aufbau des Nordflügels des Physikalisch-chemischen Instituts in der Linnéstraße 2, wobei er vom damaligen Hausmeister Max Schädlich besonders unterstützt wurde. Ab 1952 standen dem Institut ein Hörsaal mit 136 Plätzen, drei Praktikums-, 24 Laborräume, sowie Werkstatt und Verwaltungsräume zur Verfügung. Im Jahre 1959 waren am Institut wieder 41 Mitarbeiter beschäftigt, davon waren 18 Wissenschaftler. Die Forschung in dieser Zeit beschäftigte sich vor allem mit der Photochemie (bspw. den photochemischen Eigenschaften von Silberhalogeniden und anderer lichtempfindlicher Substanzen), der Thermochemie (z. Bsp. Thermodynamische Funktionen von anorganischen Stoffen oder Mischungswärmen in flüssigen Systemen), der Elektrochemie (besonders Elektrodenprozesse), der Kolloidchemie und der Röntgenspektroskopie. In einer angegliederten Abteilung wurden Untersuchungen der Austauschadsorption durchgeführt.
In dieser Zeit flohen immer wieder Mitarbeiter in die Bundesrepublik Deutschland. Als Folge kam es zu zahlreichen Verhören, Anschuldigungen und sogar zur Verhaftungen im Institut. Vermutlich aus diesem Grund kehrte der Direktor Herbert Staude von einer Tagung in Österreich 1959 nicht wieder nach Leipzig zurück. Er fand etwas später eine Anstellung (später Professur) in Frankfurt am Main.
Seine Nachfolge in Leipzig trat ab 1960 Gerhard Geiseler an, dessen praktische Erfahrungen in der Industrie auch die Forschungsschwerpunkte am Institut prägten. Er hatte sich 1955 in Leipzig habilitiert, 1960 erhielt er dann einen Lehrstuhl für Physikalische Chemie. In seiner Zeit gab es Forschungsgruppen zur Kinetik, Thermodynamik und Molekülspektroskopie, auch die beiden Gruppen zur Elektrochemie und Röntgenspektroskopie blieben bestehen. 1965 wurde von der Arbeitsgruppe „Röntgenspektroskopie“ Armin Meisels eine internationale Konferenz unter dem Titel „Röntgenspektren und chemische Bindung“ organisiert, die in den folgenden Jahren noch häufiger stattfand. In den Jahren von Geiseler war die Arbeit am Institut stark experimentell ausgerichtet, wozu unterschiedlichste Apparaturen entwickelt, gebaut und betrieben wurden. Dazu war eine enge Zusammenarbeit mit den Werkstätten nötig.

### Zwischen 1968 und 1991
Direkt zu Beginn der DDR-Zeit sollten die Universitäten von den „bürgerlichen Universitäten“ zu staatlich kontrollierten und organisierten Universitäten werden. Zu diesem Zweck gab es die sogenannten Hochschulreformen, durchgeführt vom Staatssekretariat für Hoch- und Fachschulen. Im Zuge der Reformen änderte das Staatssekretariat die Inhalte und Strukturen der Universitäten deutlich, was natürlich auch das Physikalisch-chemische Institut in Leipzig betraf.
Am 15. Juni 1968 (nach der III. Hochschulreform) wurde die Sektion Chemie gegründet und die Institute der Chemie aufgelöst, damit war Geiseler der letzte Direktor des Physikalisch-chemischen Instituts seit Wilhelm Ostwald. Ziel dieser Sektionseinführung war auf der einen Seite, Voraussetzungen für eine leichter durchführbare interdisziplinäre Zusammenarbeit zu schaffen, andererseits aber auch für die Schaffung klarer Hierarchien, um die Universitäten leichter überwachen zu können. Die Sektionen hatten jeweils einen Sektionsdirektor, der wiederum direkt dem Direktor der Universität unterstand. Der erste Sektionsdirektor der Chemie war Siegfried Hauptmann (1968–1972). Das Studium war in dieser Zeit sehr forschungsbezogen und praxisnah, was durch vorgeschriebene Betriebspraktika noch unterstützt wurde.
Ab 1981 konzentrierte man die ursprünglichen 14 Arbeitsgruppen der Sektion Chemie in 8 Wissenschaftsbereiche. Forschungsthemen waren beispielsweise moderne Auswerteverfahren der Röntgenspektroskopie, Charakterisierung von Zeolithen oder auch Verarbeitung von Rohbraunkohle, katalytische Hochdruckhydrierung und Gewinnung von Vergaserkraftstoffen.

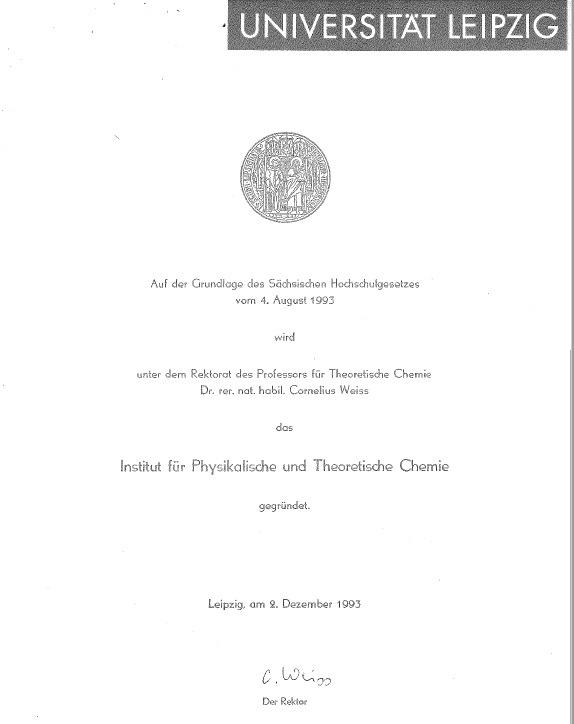
Gründungsurkunde des Instituts für Physikalische und Theoretische Chemie (Universität Leipzig), Dezember 1993

### Gründung der Fakultät für Chemie und Mineralogie
Nach der Wiedervereinigung Deutschlands wurde ein neuer Sektionsdirektor gewählt: Cornelius Weiss, der dieses Amt allerdings nur bis zum Antritt seiner Stellung als Rektor der Universität Leipzig vom 1. November 1990 bis 4. März 1991 ausübte. Auf den Posten folgte ihm sein Stellvertreter Horst Wilde. Ab dieser Zeit wurde anstatt des Begriffs „Sektion“ die Benennung „Fachbereich“ eingeführt, die bereits vor der DDR-Zeit in Gebrauch gewesen war. Der Fachbereich Chemie gehörte zur Fakultät für Mathematik und Naturwissenschaften und gliederte sich in 7 Wissenschaftsbereiche plus einer Abteilung für Methodik des Chemieunterrichts. Genau 584 Jahre nach der offiziellen Eröffnung der Universität Leipzig im Jahre 1409, am 2. Dezember 1993, kehrte man zurück zu den Strukturen vor der Hochschulreform aus DDR-Zeiten. Es entstanden 64 Institute an der Universität Leipzig.

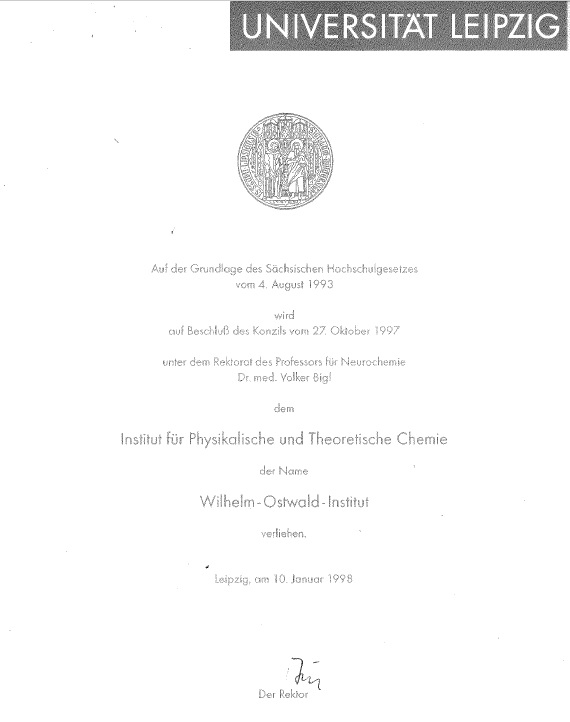
Benennungsurkunde des Instituts für Physikalische und Theoretische Chemie in "Wilhelm-Ostwald-Institut" (Universität Leipzig), Januar 1998

Der Fachbereich Chemie bestand ab 1993 aus acht Instituten, darunter das Institut für Physikalische und Theoretische Chemie. Dieses wurde am 2. Dezember 1993 gegründet, der erste Direktor war Konrad Quitzsch. Zum Institut gehörten zu diesem Zeitpunkt 6 Hochschullehrer, 31 Mitarbeiter und 26 Drittmittelbeschäftigte.
Diese Institute und der Bereich Chemiedidaktik bildeten gemeinsam die Fakultät für Chemie und Mineralogie – die Gründungsurkunde hierfür stammt vom 14. Januar 1994. Der erste Dekan der neugegründeten Fakultät für Chemie und Mineralogie war Joachim Reinhold, Prodekan wurde Lothar Beyer und Studiendekan Horst Wilde.
Das Institut für Physikalische und Theoretische Chemie trägt seit den Feierlichkeiten 1998 zum 100. Jahrestag der Einweihung 1898 den offiziellen Namen: „Wilhelm-Ostwald-Institut für Physikalische und Theoretische Chemie“.

### Forschung zwischen 1990 und 2018
Nach der Wahl von Peter Bräuer zum Leiter des Wissenschaftsbereichs (WB) „Physikalische Chemie“ im Oktober 1990 wurden innerhalb dieses WBs drei neue Forschungsgruppen (FG) gebildet (später wurde dieser Begriff durch „Arbeitsgruppe“ (AG) ersetzt):
Die FG „Physikalische Chemie der Grenzflächen“ leiteten Peter Bräuer und J. Hoffmann. Sie forschten über poröse Festkörper und deren Verwendung für Stoffwandlungsprozesse. Dazu wurden thermodynamische, kinetische, molekülspektroskopische und molekulartheoretische Methoden verwendet. Die FG wurde 1993 umbenannt in „Bereich Grenzflächenthermodynamik und – kinetik / Adsorbatstruktur“ und nahm im gleichen Zuge die AG „Molekülspektroskopie“ auf. Ab 1994 übernahm H. Böhlig die Leitung der Gruppe, die 1998 aufgelöst wurde.
Die FG „Thermodynamik“ leitete Konrad Quitzsch. Die Forschung der FG beschäftigte sich mit der physikalisch-chemischen Charakterisierung von Tensidsystemen und mizellaren Strukturen und Mikroemulsionen bei gleichzeitiger Behandlung der Phasengleichgewichte. Darüber hinaus beschäftigten sich die Mitarbeiter dieser FG mit Flüssigkeit-Dampf-Gleichgewichten, Grenzflächeneigenschaften und Fragen der Schadstoffbeseitigung. Die FG legte nach der Wiedervereinigung viel Wert darauf, ihre Forschung auch in den „alten“ Bundesländern und international vorzustellen und Kooperationen einzugehen.
Die FG „Elektronen- und Röntgenspektroskopie“ wurde zuerst von Armin Meisel, ab 1991 dann von Rüdiger Szargan geleitet. Die FG profitierte sehr von der Öffnung zum Westen, beispielsweise konnten durch Unterstützung von Land, Bund und EU (mit ihren Förderinstrumenten BMBF, DFG und DAAD) Vortragseinladungen aus dem Ausland, Kooperationen zur Synchrotronstrahlung mit Laboratorien weltweit und Ähnliches umgesetzt werden. Auch zahlreiche neue Instrumente wurden angeschafft, darunter das noch immer betriebene Photoelektronenspektrometer ESCALAB 220iXL, ein elektrochemisches Impedanzmesssystem IM5d und ein volumetrisches Gasadsorptionssystem ASAP 2010. Die Gruppe beschäftigte sich vor allem mit Spektroskopie, Elektronenbeugung und der Rastertunnel- und Rasterkraftmikroskopie.
Insgesamt profitierte der gesamte Wissenschaftsbereich der physikalischen Chemie sehr von der Öffnung nach der DDR-Zeit, großzügigen Fördergeldern und dem Wegfall der Reisebeschränkungen. Dadurch waren Publikationen in international angesehenen Journalen möglich sowie internationale Kooperationen und Vortragseinladungen.
Ab 1993 gehörte auch der Fachbereich „Theoretische Chemie“ zum Institut, den Joachim Reinhold ab 1991 leitete. Ab 1992 wurden zwei Professuren für Theoretische Chemie geschaffen, wovon Reinhold die eine innehatte. Seine Forschung dieser Zeit beschäftigte sich beispielsweise mit den Themen: Elektronische und geometrische Strukturen, Stabilität und Reaktivität von Ein- und Mehrkern-Koordinationsverbindungen und Mechanismen von Reaktionen an Übergangsmetallzentren sowie Untersuchung der Eigenschaften von Adsorbatkomplexen von Molekülen an Oberflächen. Außerdem forschte die FG zu Themen wie: Energiespektren und magnetische Eigenschaften von 1D und 2D molekularen Ensemblen von ausgedehnten aromatischen Kohlenwasserstoffen mit Defekten oder zu ternären und quaternären A(III)-B(V)-Halbleitermischkristallen.
Die zweite 1992 formal geschaffene Professur besetzte Cornelius Weiss. Da dieser ab 1991 Rektor der Universität Leipzig war, trug diese Professur wenig zur Forschungs- oder Lehrtätigkeit am Institut bei.
Nach der Emeritierung von Konrad Quitzsch wurde das Institut 1998 aufgeteilt in die drei Arbeitsgruppen Physikalische Chemie I, Physikalische Chemie II und Theoretische Chemie.
Die Professur Physikalische Chemie I hatte von 1999 Harald Morgner inne. Sein Hauptarbeitsgebiet war die Untersuchung von Flüssigkeitsoberflächen mit Methoden der vakuumgestützten Oberflächenanalytik. Durch die Arbeit in dieser Arbeitsgruppe konnte erstmalig die Gibb'sche Gleichung genutzt werden, um ohne Modellannahmen das chemische Potential von Tensiden als Funktion ihrer Konzentration zu bestimmen. Auch eine neue strukturelle Beschreibung der Oberflächen von Lösungen konnte gefunden werden, die beispielsweise nützlich ist für die Computersimulation von Flüssigkeiten. Die experimentellen Methoden wurden später nicht nur auf die Oberflächen von Lösungen angewendet, sondern auch, um andere Soft-Matter-Systeme zu untersuchen. Im März 2014 wurde die Professur mit Knut R. Asmis besetzt (vgl. Aktuelle Forschung), der von 2015 bis 2020 Direktor des Wilhelm-Ostwald-Instituts wurde.
Die Arbeitsgruppe Physikalische Chemie II wurde bis 2006 von Rüdiger Szargan geleitet. In dieser Gruppe wurden Arbeiten zur Elektronen- und Röntgenspektroskopie und zur Oberflächenanalytik fortgesetzt. Verschiedene Projekte brachten beispielsweise neue instrumentelle Möglichkeiten zur Elektronenverdampfung, neue Techniken der Rastermikroskopie und Erkenntnisse über die Adsorption. Auch elektrochemische und enzymatische Reaktionen an lateral strukturierten Halbleiteroberflächen und -grenzflächen im Elektrolyt wurden erforscht. 2001 bekam das Institut ein neues Photoelektronenspektrometer, das in dem Bereich der spektroskopischen Oberflächenforschung Erfolge brachte, beispielsweise zur Klärung von Aspekten des Ladungstransports in Halbleiterheterostrukturen mit Banddiskontinuitäten. Im Jahr 2007 wurde die Professur mit Reinhard Denecke besetzt (vgl. Aktuelle Forschung).
Die Professur für Theoretische Chemie besetzte, bis zu seiner Emeritierung 2006, Joachim Reinhold. Nach ihrer Berufung auf die Professur für Theoretische Chemie übernahm Barbara Kirchner ab 2007 die Leitung dieser Arbeitsgruppe. Ab 2007 erfolgte eine methodische Neuausrichtung auf first-principles-Simulationen. Das Ziel der Forschung war die Entwicklung, Bereitstellung und Anwendung eines theoretischen Chemielabors, mit dem man theoretische Untersuchungen an chemisch komplexen System durchführen kann. Mit Hilfe von Computern sollen mikroskopische Abläufe chemischer Prozesse in übergroßen Systemen und in kondensierter Phase beschrieben werden. Das Arbeitsgebiet verbindet dabei traditionelle Molekulardynamik mit first-principles-Quantenchemie.
Von 2015 bis 2018 hatte Thomas Heine die Professur für Theoretische Chemie inne. In seiner Arbeitsgruppe wurde zu vielfältigen Themen geforscht. Ein wichtiger Schwerpunkt war die Methodenentwicklung, also die Entwicklung von „Rechentools“ zur Beschreibung chemischer und physikalischer Phänomene auf atomarer Ebene. Ein weiteres zentrales Forschungsthema waren theoretische Untersuchungen an ultradünnen Materialien, die eine vereinfachte Herstellung von Schaltungen und anderer komplexe Strukturen durch maßgeschneiderte 2D-Schichten ermöglichen sollen, sowie Metal-organic Frameworks (MOFs), welche unter anderem hohes Potential als Quanten-Siebe, zur Katalyse, als Sensoren und als Protonen- und elektrische Leiter aufweisen. Weiterhin war die Heine-Gruppe an der Entwicklung der density-functional-based tight-binding (DFTB) Theorie beteiligt. Heine wechselte 2018 an die TU Dresden. Nach der Berufung von Heine an die TU Dresden wurde die Professur für Theoretische Chemie erst im März 2020 wieder besetzt, in der Zwischenzeit hatte Carsten Baldauf vom Fritz-Haber-Institut in Berlin einen entsprechenden Lehrauftrag.
Nach der Wende in den 1990er Jahren wurde die AG von O. Brede an der Akademie der Wissenschaften der DDR in eine externe Max-Planck-Gruppe in Leipzig auf dem „Campus Permoserstrasse 15“ überführt, die bis 2007 von der Max-Planck-Gesellschaft finanziert wurde. Nach der Emeritierung von O. Brede wurde eine neue Professur für Reaktionsdynamik am Wilhelm-Ostwald-Institut geschaffen und mit Bernd Abel besetzt, der vorher in Göttingen forschte und lehrte. Zwischen 2010 und 2015 war Abel als Institutsdirektor des Wilhelm-Ostwald-Instituts tätig. Ab 2012 war Abel dann auch Abteilungsleiter und Stellvertretender Direktor am Leibniz-Institut für Oberflächenmodifizierung (IOM) in einer gemeinsame Berufung von Universität Leipzig und IOM. Gleichzeitig wechselte er auf die Professur für Technische Chemie der Polymere (Technische Chemie). (vgl. Aktuelle Forschung).

### Wichtige Tagungen der letzten Jahre in Leipzig
- 1993: „Bunsentagung“, 92. Hauptversammlung der Deutschen Bunsengesellschaft für Physikalische Chemie
- 1994: „European Conference on Surface Science“, ECOSS 14
- 1994: Jahrestagung der Gesellschaft für Thermische Analyse e.V., GEFTA'94, inkl. Eröffnungsvortrag von K. Quitzsch
- 2000: Tagung „Angewandte Oberflächenanalytik“, AOFA 12
- 2012: 111. Hauptversammlung der Deutschen Bunsen-Gesellschaft für Physikalische Chemie e.V. zum Thema "Ionic Liquids" (Organisation: B. Abel et al.)

## Aktuelle Forschung

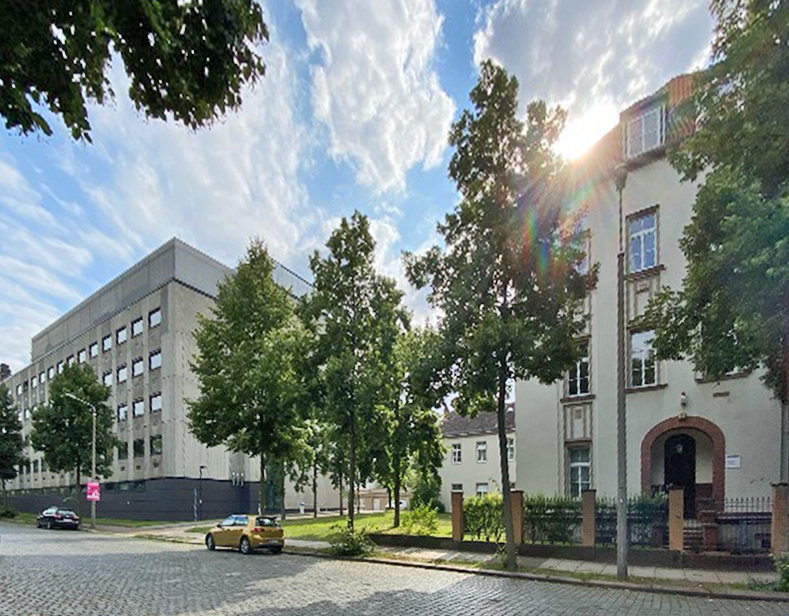
Wilhelm-Ostwald-Institut, im Hintergrund Technikum Analytikum (2021)

Gegenwärtig gibt es am Wilhelm-Ostwald-Institut fünf Arbeitsgruppen. Institutsdirektor ist seit 2020 Reinhard Denecke.
- Die Arbeitsgruppe um Reinhard Denecke[5] konzentriert sich auf die Untersuchung von Oberflächen, um Fragestellungen in Forschungsfeldern wie der heterogenen Katalyse und der Wechselwirkung von Molekülen an Grenzflächen zu beantworten. Verwendet werden dabei Elektronen- und Röntgenspektroskopie. Potentielle Anwendungen sind rationale Designs von Absorptionsmitteln oder die Umsetzung von Biomasse zu Treibstoff, bei der Katalysatoren zum Einsatz kommen, um eine hohe Energieeffizienz zu gewährleisten.

- Die Arbeitsgruppe um Bernd Abel[6] beschäftigt sich mit Themen auf dem Gebiet der molekularen physikalischen Chemie und an Materialien und Methoden für Sensor- und Energieanwendungen. Dabei nutzt und entwickelt die AG mit ihren Kooperationspartnern neue analytische Methoden der Spektroskopie, Massenspektrometrie und Mikroskopie. Die Aktivitäten haben auch den Zweck, grundlegendes Wissen über Materie und Materialien zu erlangen, um diese dann für Sensor- und Energieanwendungen in die Industrie zu transferieren. Die Abteilung Funktionale Oberflächen (Leiter: Bernd Abel) am Leibniz-Institut für Oberflächenmodifizierung (IOM) beschäftigte sich zwischen 2012 und 2021 mit der Erforschung und Entwicklung von sensorischen, responsiven und funktionalen Grenzflächen der Materie in aktuellen und zukünftigen Anwendungs- und Handlungsfeldern. Seit April 2022 ist Bernd Abel kein Mitglied der WOI und IOM mehr, sondern wechselte zum Institut für Technische Chemie der Universität Leipzig.[7]

- Die Arbeitsgruppe um Knut Asmis[8] erforscht isolierte, nanoskalige Teilchen in der Gasphase mit dem Ziel die Wissenslücke zwischen Gasphase und kondensierter Materie zu schließen. Dazu werden Methoden zur Charakterisierung der Struktur, Reaktivität und Dynamik von Clustern, Nanopartikeln und fluiden Grenzflächen unter Verwendung modernster massenspektrometrischer und laserspektroskopischer Verfahren entwickelt und verbessert. Ein besonderes Interesse gilt der Untersuchung der Kernquanteneffekte der Wasserstoffisotope, der Ionensolvatation, der spektroskopischen Charakterisierung starker Wasserstoffbrücken, dem Protonentransport durch wasserstoffverbrückte Netzwerke, der Entschlüsselung der aktiven Spezies in der heterogenen Katalyse sowie einem atomaren Verständnis der außergewöhnlichen Eigenschaften borhaltiger Verbindungen.

- Die Arbeitsgruppe um Ralf Tonner-Zech[9] beschäftigt sich mit molekularen Konzepten von chemischen Bindungen und ihrer Reaktivität um diese auf materialwissenschaftliche Fragen anzuwenden, indem atomare und elektronische Strukturen untersucht werden. Zu diesem Zweck werden in erster Linie Methoden der Dichtefunktionaltheorie, aber auch wellenfunktionsbasierte Methoden benutzt. Ziel ist die Entwicklung und Verbesserung von Materialien mit individuell gewünschten Eigenschaften.

- Die Nachwuchsforschungsgruppe um Jonas Warneke[10] forscht zur Chemie der hochreaktiven molekularen Fragmentionen. Ziel ist es, geladene Moleküle und ihre Fragmente, welche in einem Massenspektrometer erzeugt werden, für die Synthese neuer Moleküle und kondensierter Materie einzusetzen. Dazu werden gasförmige Ionen auf Oberflächen gelandet und akkumuliert. Die Entwicklung grundlegend neuer Methoden der chemischen Bindungsknüpfung und die Präparation neuer Schichtmaterialien auf Oberflächen mit potentiellen Anwendungen im Bereich der Katalyse, Elektrochemie, und Nanostrukturierung an Oberflächen sind das Ziel. Warneke leitet zudem das Labor für molekulare Ionendeposition am IOM in Leipzig. Im März 2022 wurde ihm von der DFG der renommierte Heinz-Maier-Leibnitz-Preis zugesprochen[11], der Preis gilt als die wichtigste Auszeichnung in Deutschland für Wissenschaftlerinnen und Wissenschaftler in frühen Karrierephasen und ist mit 20.000 Euro dotiert. Die Auszeichnung fand am 3. Mai 2022 in Berlin statt. Warneke erhielt ihn für seine Arbeit zu superelektrophilen Anionen, der Weiterentwicklung der „Ion Soft Landing“ - Methode, die die Basis für seine Entdeckung zu selbstorganisierenden Schichten legte, und der von ihm entwickelten Materialsynthese mit molekularen Fragmentionen.[12]

### Beteiligung an Verbundprojekten
- Die Arbeitsgruppen Asmis, Warneke, Tonner und Abel sind an dem Graduiertenkolleg 1,2,3H beteiligt.[13]
- Die Arbeitsgruppen Abel und Warneke sind Teil des Sonderforschungsbereiches TRR102 "Polymers under Multiple Constraints".[14]
- Die Arbeitsgruppe Denecke war von 2008 bis 2019 Teil des SFB 762 „Funktionalität oxidischer Grenzflächen“.[15]

## Direktoren des Wilhelm-Ostwald-Instituts
- Wilhelm Ostwald (1897–1906)
- Max Le Blanc (1906–1933)
- Wilhelm Carl Böttger (1933–1934)
- Karl Friedrich Bonhoeffer (1934–1947)
- Herbert Staude (1947–1959)
- Gerhard Geiseler (1960–1968)

Zwischen 1968 und 1991 war das Institut ein Teil der Sektion Chemie der Universität Leipzig, die Direktoren dieser Sektion kamen nicht aus der physikalischen Chemie.
Ab 1991 wurde der Begriff „Sektion“ durch „Fachbereich“ ersetzt. Ab 1993 gab es das Institut wieder eigenständig. Seit dieser Zeit werden die Institutsdirektoren gewählt und übernehmen den Posten geschäftsführend für einen begrenzten Zeitraum.

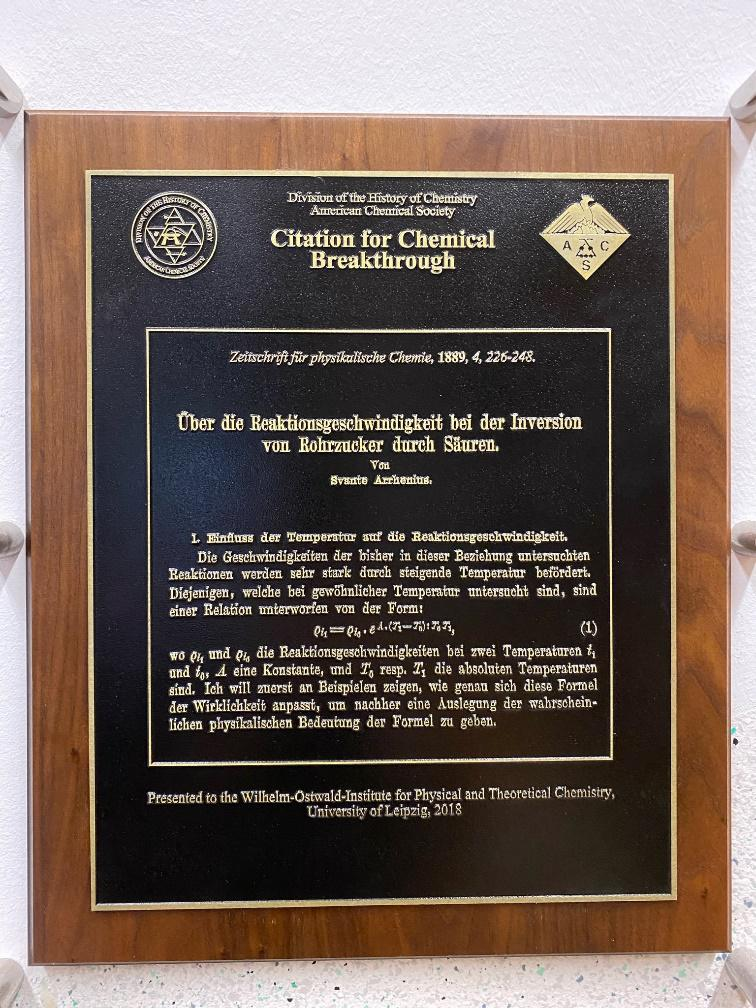
Urkunde anlässlich der Verleihung des Citations for Chemical Breakthrough Awards, 2018, für die Entdeckung der Arrhenius-Gleichung

- Konrad Quitzsch (1993–1998)
- Joachim Reinhold (1998–2002)
- Rüdiger Szargan (2003–2006)
- Harald Morgner (2006–2010)
- Bernd Abel (2010–2015)

- Knut Asmis (2015–2019)
- Reinhard Denecke (seit 2019)

## Auszeichnungen
- 1909, Nobelpreis für Chemie für Wilhelm Ostwald für seine Arbeiten über die Katalyse und Untersuchungen über Gleichgewichtsverhältnisse und Reaktionsgeschwindigkeiten.[16][17]
- 2018, Citations for Chemical Breakthrough Award von der Amerikanischen Chemischen Gesellschaft für die Arbeiten von Svante Arrhenius zu seiner Arrhenius-Gleichung, die 1888/89 am Wilhelm-Ostwald-Institut durchgeführt und publiziert wurden.[18][19]
- 2022, Heinz-Maier-Leibnitz-Preis für Jonas Warneke für seine Arbeit zu superelektrophilen Anionen, der Weiterentwicklung der „Ion Soft Landing“ - Methode, die die Basis für seine Entdeckung zu selbstorganisierenden Schichten legte, und der von ihm entwickelten Materialsynthese mit molekularen Fragmentionen.[20][21]
- 2023, van't Hoff Preis (verliehen durch die Deutsche Bunsen-Gesellschaft) für Knut Asmis als Anerkennung für seine Arbeit auf dem Gebiet der Spektroskopie kleiner Molekülaggregate, insbesondere für wegweisende Studien an Modellsystemen, beispielsweise zur Entschlüsselung des Grotthuß-Mechanismus.[22]